# Jégkorong az 1960. évi téli olimpiai játékokon
Az 1960. évi téli olimpiai játékok a jégkorongtornán kilenc ország csapata vett részt; első alkalommal volt Japán és Ausztrália résztvevő. A mérkőzéseknek február 19. és 28. között a Blyth Arena adott otthont. A tornát az amerikai csapat nyerte meg. Ez volt egyben a 27. jégkorong-világbajnokság is.

## Éremtáblázat
(A rendező ország csapata eltérő háttérszínnel, az egyes számoszlopok legmagasabb értéke, vagy értékei vastagítással kiemelve.)
| Az 1960. évi téli olimpiai játékok éremtáblázata jégkorongban | Az 1960. évi téli olimpiai játékok éremtáblázata jégkorongban | Az 1960. évi téli olimpiai játékok éremtáblázata jégkorongban | Az 1960. évi téli olimpiai játékok éremtáblázata jégkorongban | Az 1960. évi téli olimpiai játékok éremtáblázata jégkorongban | Olimpia  |
| ------------------------------------------------------------- | ------------------------------------------------------------- | ------------------------------------------------------------- | ------------------------------------------------------------- | ------------------------------------------------------------- | -------- |
|                                                               | Ország                                                        | Arany                                                         | Ezüst                                                         | Bronz                                                         | Összesen |
| 1.                                                            | Egyesült Államok (USA)                                        | 1                                                             | 0                                                             | 0                                                             | 1        |
|                                                               |                                                               |                                                               |                                                               |                                                               |          |
| 2.                                                            | Kanada (CAN)                                                  | 0                                                             | 1                                                             | 0                                                             | 1        |
|                                                               |                                                               |                                                               |                                                               |                                                               |          |
| 3.                                                            | Szovjetunió (URS)                                             | 0                                                             | 0                                                             | 1                                                             | 1        |
|                                                               |                                                               |                                                               |                                                               |                                                               |          |
| Összesen                                                      | Összesen                                                      | 1                                                             | 1                                                             | 1                                                             | 3        |

## Érmesek
| Az 1960. évi téli olimpiai játékok érmesei jégkorongban | Az 1960. évi téli olimpiai játékok érmesei jégkorongban | Az 1960. évi téli olimpiai játékok érmesei jégkorongban | Az 1960. évi téli olimpiai játékok érmesei jégkorongban |
| Arany | Ezüst | Bronz |                                                         |
| Egyesült Államok (USA) | Kanada (CAN) | Szovjetunió (URS) |                                                         |
| --- | --- | --- | ------------------------------------------------------- |
| John Mayasich Jack Kirrane Paul Johnson Weldon Olson Eugene Grazia Richard Rodenheiser Edwyn Owen Rodney Paavola Richard Meredith Bill Christian Tommy Williams Roger Christian Robert McVey Lawrence Palmer Bill Cleary Bob Cleary | Harold Hurley Harry Sinden Jack Douglas Robert Attersley Fred Etcher George Samolenko Donald Charles Head Darryl Sly Ken Laufman Floyd Martin James Connelly Robert Forhan Donald Rope Maurice Benoit Bobby Rousseau Cliff Pennington Robert McKnight | Jurij Cicinov Vlagyimir Grebennyikov Mihail Bicskov Viktor Prjazsnyikov Nyikolaj Karpov Nyikolaj Pucskov Jevgenyij Grosev Viktor Jakusev Sztanyiszlav Petuhov Jevgenyij Jorkin Nyikolaj Szologubov Jurij Baulin Alekszandr Almetov Konsztantyin Loktyev Venyiamin Alekszandrov Genrih Szidorenkov Alfred Kucsevszkij |                                                         |

## Előselejtezők
| 1959. december 9. | NSZK | 5 – 2 (2–1, 1–1, 2–0) | NDK | Garmisch-Partenkirchen |

|  |  |  |  |  |
|  |  |  |  |  |
|  |  |  |  |  |
|  |  |  |  |  |

| 1959. december 12. | NDK | 3 – 5 (1–2, 2–0, 0–3) | NSZK | Weißwasser |

|  |  |  |  |  |
|  |  |  |  |  |
|  |  |  |  |  |
|  |  |  |  |  |

## Lebonyolítás
A 9 csapatot 3 darab csoportba sorsolták. A csoportokban körmérkőzések döntötték el a csoportok végeredményét. A csoportokból az első két helyezett jutott a döntő csoportkörbe, a harmadik helyezettek a helyosztó csoportkörbe kerültek. Az így kialakult helyosztó csoportban a csapatok kétszer mérkőztek egymással, a döntő csoportban pedig egyszer. A csoportok végeredménye jelentette egyben a torna végeredményét is.

## Csoportkör
| Színmagyarázat                                                                                   |
| ------------------------------------------------------------------------------------------------ |
| A csoportok első két helyezettje bejutott a döntő csoportkörbe.                                  |
| A csoportok harmadik helyezettjei a helyosztó csoportkörben játszhattak a további helyezésekért. |

### A csoport
| Csapat     | M | Gy | D | V | G+ | G– | Gk  | P |
| ---------- | - | -- | - | - | -- | -- | --- | - |
| Kanada     | 2 | 2  | 0 | 0 | 24 | 3  | +21 | 4 |
| Svédország | 2 | 1  | 0 | 1 | 21 | 5  | +16 | 2 |
| Japán      | 2 | 0  | 0 | 2 | 1  | 38 | –37 | 0 |

| 1960. február 19. | Kanada (CAN) | 5 – 2 (2–1, 1–1, 2–0) | Svédország | Squaw Valley |

|  |  |  |  |  |
|  |  |  |  |  |
|  |  |  |  |  |
|  |  |  |  |  |

| 1960. február 20. | Kanada (CAN) | 19 – 1 (5–0, 7–1, 7–0) | Japán | Squaw Valley |

|  |  |  |  |  |
|  |  |  |  |  |
|  |  |  |  |  |
|  |  |  |  |  |

| 1960. február 21. | Svédország (SWE) | 19 – 0 (8–0, 5–0, 6–0) | Japán | Squaw Valley |

|  |  |  |  |  |
|  |  |  |  |  |
|  |  |  |  |  |
|  |  |  |  |  |

### B csoport
| Csapat                | M | Gy | D | V | G+ | G– | Gk  | P |
| --------------------- | - | -- | - | - | -- | -- | --- | - |
| Szovjetunió           | 2 | 2  | 0 | 0 | 16 | 4  | +12 | 4 |
| Egyesült Német Csapat | 2 | 1  | 0 | 1 | 4  | 9  | –5  | 2 |
| Finnország            | 2 | 0  | 0 | 2 | 5  | 12 | –7  | 0 |

| 1960. február 19. | Szovjetunió (URS) | 8 – 0 (3–0, 3–0, 2–0) | Egyesült Német Csapat | Squaw Valley |

|  |  |  |  |  |
|  |  |  |  |  |
|  |  |  |  |  |
|  |  |  |  |  |

| 1960. február 20. | Szovjetunió (URS) | 8 – 4 (2–1, 4–0, 2–3) | Finnország | Squaw Valley |

|  |  |  |  |  |
|  |  |  |  |  |
|  |  |  |  |  |
|  |  |  |  |  |

| 1960. február 21. | Egyesült Német Csapat (EUA) | 4 – 1 (1–0, 2–0, 1–1) | Finnország | Squaw Valley |

|  |  |  |  |  |
|  |  |  |  |  |
|  |  |  |  |  |
|  |  |  |  |  |

### C csoport
| Csapat           | M | Gy | D | V | G+ | G– | Gk  | P |
| ---------------- | - | -- | - | - | -- | -- | --- | - |
| Egyesült Államok | 2 | 2  | 0 | 0 | 19 | 6  | +13 | 4 |
| Csehszlovákia    | 2 | 1  | 0 | 1 | 23 | 8  | +15 | 2 |
| Ausztrália       | 2 | 0  | 0 | 2 | 2  | 30 | –28 | 0 |

| 1960. február 19. | Egyesült Államok (USA) | 7 – 5 (2–1, 1–3, 4–1) | Csehszlovákia | Squaw Valley |

|  |  |  |  |  |
|  |  |  |  |  |
|  |  |  |  |  |
|  |  |  |  |  |

| 1960. február 20. | Csehszlovákia (TCH) | 18 – 1 (7–1, 3–0, 8–0) | Ausztrália | Squaw Valley |

|  |  |  |  |  |
|  |  |  |  |  |
|  |  |  |  |  |
|  |  |  |  |  |

| 1960. február 21. | Egyesült Államok (USA) | 12 – 1 (6–0, 3–0, 3–1) | Ausztrália | Squaw Valley |

|  |  |  |  |  |
|  |  |  |  |  |
|  |  |  |  |  |
|  |  |  |  |  |

## Helyosztók

### Helyosztó csoportkör
| 1960. február 22. | Finnország (FIN) | 14 – 1 (8–1, 4–0, 2–0) | Ausztrália | Squaw Valley |

|  |  |  |  |  |
|  |  |  |  |  |
|  |  |  |  |  |
|  |  |  |  |  |

| 1960. február 23. | Finnország (FIN) | 6 – 6 (2–1, 3–2, 1–3) | Japán | Squaw Valley |

|  |  |  |  |  |
|  |  |  |  |  |
|  |  |  |  |  |
|  |  |  |  |  |

| 1960. február 24. | Japán (JPN) | 13 – 2 (3–0, 4–0, 6–2) | Ausztrália | Squaw Valley |

|  |  |  |  |  |
|  |  |  |  |  |
|  |  |  |  |  |
|  |  |  |  |  |

| 1960. február 25. | Finnország (FIN) | 19 – 2 (6–1, 5–1, 8–0) | Ausztrália | Squaw Valley |

|  |  |  |  |  |
|  |  |  |  |  |
|  |  |  |  |  |
|  |  |  |  |  |

| 1960. február 26. | Finnország (FIN) | 11 – 2 (2–1, 6–0, 3–1) | Japán | Squaw Valley |

|  |  |  |  |  |
|  |  |  |  |  |
|  |  |  |  |  |
|  |  |  |  |  |

| 1960. február 27. | Japán (JPN) | 11 – 3 (6–0, 2–1, 3–2) | Ausztrália | Squaw Valley |

|  |  |  |  |  |
|  |  |  |  |  |
|  |  |  |  |  |
|  |  |  |  |  |

Végeredmény
| Csapat     | M | Gy | D | V | G+ | G– | Gk  | P |
| ---------- | - | -- | - | - | -- | -- | --- | - |
| Finnország | 4 | 3  | 1 | 0 | 51 | 12 | +39 | 7 |
| Japán      | 4 | 2  | 1 | 1 | 33 | 23 | +10 | 5 |
| Ausztrália | 4 | 0  | 0 | 4 | 8  | 57 | –49 | 0 |

### Döntő csoportkör
| 1960. február 22. | Egyesült Államok (USA) | 6 – 3 (4–0, 1–2, 1–1) | Svédország | Squaw Valley |

|  |  |  |  |  |
|  |  |  |  |  |
|  |  |  |  |  |
|  |  |  |  |  |

| 1960. február 22. | Szovjetunió (URS) | 8 – 5 (3–2, 2–1, 3–2) | Csehszlovákia | Squaw Valley |

|  |  |  |  |  |
|  |  |  |  |  |
|  |  |  |  |  |
|  |  |  |  |  |

| 1960. február 22. | Kanada (CAN) | 12 – 0 (6–0, 1–0, 5–0) | Egyesült Német Csapat | Squaw Valley |

|  |  |  |  |  |
|  |  |  |  |  |
|  |  |  |  |  |
|  |  |  |  |  |

| 1960. február 24. | Egyesült Államok (USA) | 9 – 1 (2–0, 3–1, 3–0) | Egyesült Német Csapat | Squaw Valley |

|  |  |  |  |  |
|  |  |  |  |  |
|  |  |  |  |  |
|  |  |  |  |  |

| 1960. február 24. | Szovjetunió (URS) | 2 – 2 (0–0, 0–0, 2–2) | Svédország | Squaw Valley |

|  |  |  |  |  |
|  |  |  |  |  |
|  |  |  |  |  |
|  |  |  |  |  |

| 1960. február 24. | Kanada (CAN) | 4 – 0 (3–0, 1–0, 0–0) | Csehszlovákia | Squaw Valley |

|  |  |  |  |  |
|  |  |  |  |  |
|  |  |  |  |  |
|  |  |  |  |  |

| 1960. február 25. | Szovjetunió (URS) | 7 – 1 (0–1, 4–0, 3–0) | Egyesült Német Csapat | Squaw Valley |

|  |  |  |  |  |
|  |  |  |  |  |
|  |  |  |  |  |
|  |  |  |  |  |

| 1960. február 25. | Egyesült Államok (USA) | 2 – 1 (1–0, 1–0, 0–1) | Kanada | Squaw Valley |

|  |  |  |  |  |
|  |  |  |  |  |
|  |  |  |  |  |
|  |  |  |  |  |

| 1960. február 25. | Csehszlovákia (TCH) | 3 – 1 (3–0, 0–1, 0–0) | Svédország | Squaw Valley |

|  |  |  |  |  |
|  |  |  |  |  |
|  |  |  |  |  |
|  |  |  |  |  |

| 1960. február 27. | Csehszlovákia (TCH) | 9 – 1 (3–1, 4–0, 2–0) | Egyesült Német Csapat | Squaw Valley |

|  |  |  |  |  |
|  |  |  |  |  |
|  |  |  |  |  |
|  |  |  |  |  |

| 1960. február 27. | Egyesült Államok (USA) | 3 – 2 (1–2, 1–0, 1–0) | Szovjetunió | Squaw Valley |

|  |  |  |  |  |
|  |  |  |  |  |
|  |  |  |  |  |
|  |  |  |  |  |

| 1960. február 27. | Kanada (CAN) | 6 – 5 (1–4, 1–0, 4–1) | Svédország | Squaw Valley |

|  |  |  |  |  |
|  |  |  |  |  |
|  |  |  |  |  |
|  |  |  |  |  |

| 1960. február 28. | Svédország (SWE) | 8 – 2 (2–0, 2–2, 4–0) | Egyesült Német Csapat | Squaw Valley |

|  |  |  |  |  |
|  |  |  |  |  |
|  |  |  |  |  |
|  |  |  |  |  |

| 1960. február 28. | Egyesült Államok (USA) | 9 – 4 (3–3, 0–1, 6–0) | Csehszlovákia | Squaw Valley |

|  |  |  |  |  |
|  |  |  |  |  |
|  |  |  |  |  |
|  |  |  |  |  |

| 1960. február 28. | Kanada (CAN) | 8 – 5 (3–0, 1–3, 4–2) | Szovjetunió | Squaw Valley |

|  |  |  |  |  |
|  |  |  |  |  |
|  |  |  |  |  |
|  |  |  |  |  |

Végeredmény
| Csapat                | M | Gy | D | V | G+ | G– | Gk  | P  |
| --------------------- | - | -- | - | - | -- | -- | --- | -- |
| Egyesült Államok      | 5 | 5  | 0 | 0 | 29 | 11 | +18 | 10 |
| Kanada                | 5 | 4  | 0 | 1 | 31 | 12 | +19 | 8  |
| Szovjetunió           | 5 | 2  | 1 | 2 | 24 | 19 | +5  | 5  |
| Csehszlovákia         | 5 | 2  | 0 | 3 | 21 | 23 | –2  | 4  |
| Svédország            | 5 | 1  | 1 | 3 | 19 | 19 | 0   | 3  |
| Egyesült Német Csapat | 5 | 0  | 0 | 5 | 5  | 45 | –40 | 0  |

| Az 1960. évi téli olimpiai játékok férfi jégkorongtornájának olimpiai bajnoka |
| · EGYESÜLT ÁLLAMOK · 1. cím                                                   |
| ----------------------------------------------------------------------------- |

## Végeredmény
| Helyezés | Csapat                      | M | Gy | D | V | Rg | Kg | Gk  | P  |
| -------- | --------------------------- | - | -- | - | - | -- | -- | --- | -- |
| Arany    | Egyesült Államok (USA)      | 7 | 7  | 0 | 0 | 48 | 17 | +31 | 14 |
| Ezüst    | Kanada (CAN)                | 7 | 6  | 0 | 1 | 55 | 15 | +40 | 12 |
| Bronz    | Szovjetunió (URS)           | 7 | 4  | 1 | 2 | 40 | 23 | +17 | 9  |
| 4.       | Csehszlovákia (TCH)         | 7 | 3  | 0 | 4 | 44 | 31 | +13 | 6  |
| 5.       | Svédország (SWE)            | 7 | 2  | 1 | 4 | 40 | 24 | +16 | 5  |
| 6.       | Egyesült Német Csapat (EUA) | 7 | 1  | 0 | 6 | 9  | 54 | –45 | 2  |
|          |                             |   |    |   |   |    |    |     |    |
| 7.       | Finnország (FIN)            | 6 | 3  | 1 | 2 | 55 | 23 | +32 | 7  |
| 8.       | Japán (JPN)                 | 6 | 2  | 1 | 3 | 33 | 60 | –27 | 5  |
| 9.       | Ausztrália (AUS)            | 6 | 0  | 0 | 6 | 10 | 87 | –77 | 0  |